# 法蘭克福老橋

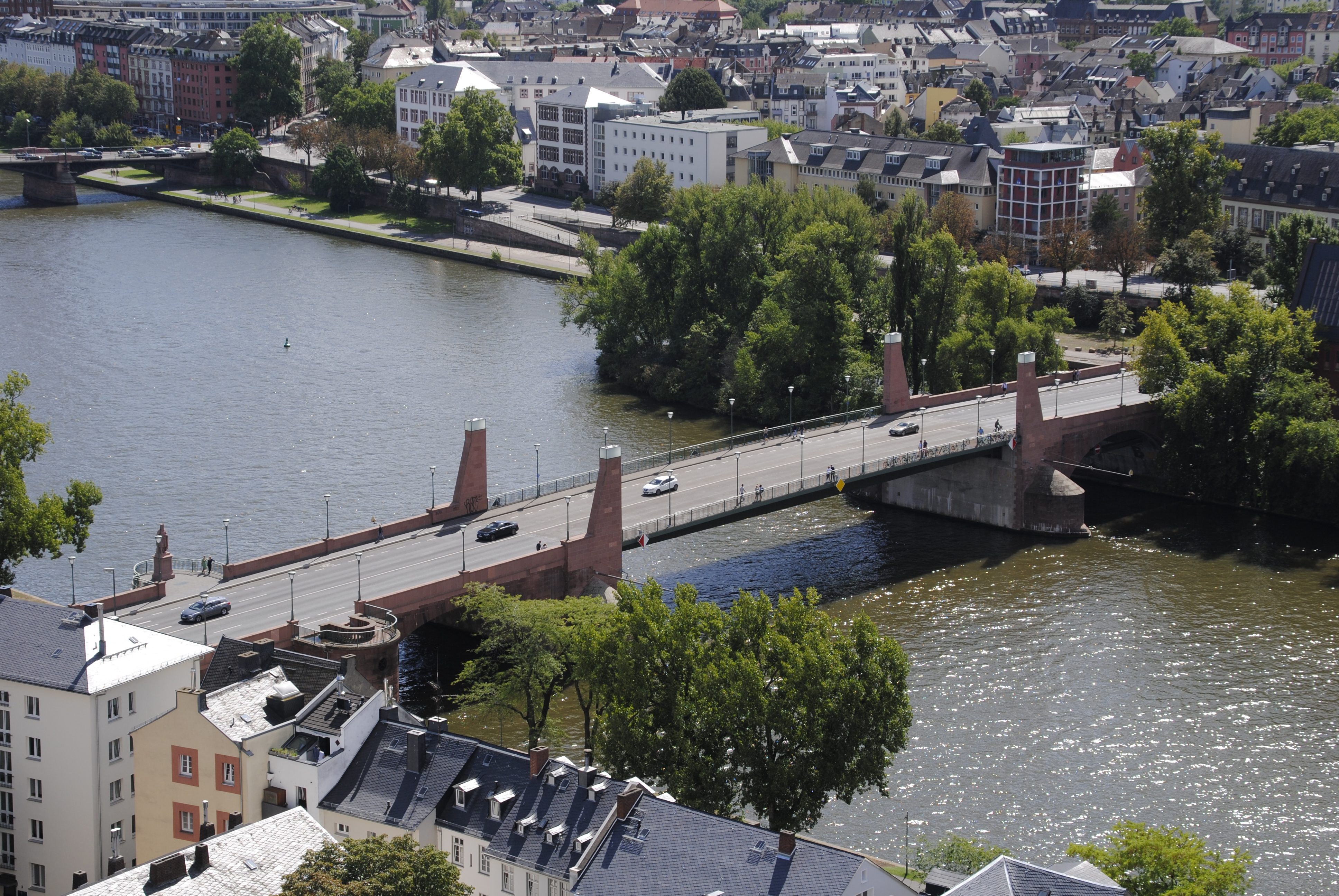

法蘭克福老橋（德語：Alte Brücke）是位於德國城市法蘭克福的一座橋樑，其歷史可以追溯至中世紀，是法蘭克福歷史最悠久的橋樑。現在的法蘭克福老橋竣工於1926年。

## 外部連結
- Structurae数据库中法蘭克福老橋的数据

- Der Wiederaufbau der Innenstadtbrücken nach dem Krieg，存档于（存檔日期 2013-04-13）
- Panoramabild von der Alten Brücke